# THE IDOLM@STER CINDERELLA GIRLS VIEWING REVOLUTION Yes! Party Time!!
『THE IDOLM@STER CINDERELLA GIRLS VIEWING REVOLUTION Yes! Party Time!!』（アイドルマスター シンデレラガールズ ビューイングレボリューション イエス パーティータイム）は、2017年1月25日に日本コロムビアからリリースされたシングルCD。

## 概要
シンデレラガールズ5周年記念3週連続リリースの第1弾。
表題曲「Yes! Party Time!!」は、PlayStation VR用ゲーム『アイドルマスター シンデレラガールズ ビューイングレボリューション』のテーマソング。ゲームの発売に先駆け、2016年9月4日にワールド記念ホール（神戸）で開催された4thライブ『THE IDOLM@STER CINDERELLA GIRLS 4thLIVE TriCastle Story』で初披露された。また、カップリングには同ゲームで使用された楽曲が収録されている。
初回限定特典として、5thライブツアー『THE IDOLM@STER CINDERELLA GIRLS 5thLIVE TOUR Serendipity Parade!!!』の先行抽選予約申込券が封入される。

## チャート成績
1月24日付のオリコンデイリーランキングでは1.9万枚を売り上げて3位にランクイン。翌日の1月25日付では1.0万枚を売り上げて2位にランクインした。2月6日付のオリコン週間ランキングでは4.6万枚を売上げ3位にランクインした。また、アニメ週間チャートにおいては「Take me☆Take you」から3作連続となる1位を獲得した。
ビルボードにおいてもHot Animationにおいて「ハイファイ☆デイズ」以来となる7ヶ月ぶりの1位を獲得した。

## 収録曲
1. Yes! Party Time!!（M@STER VERSION)
歌：島村卯月（大橋彩香）、渋谷凛（福原綾香）、本田未央（原紗友里）、赤城みりあ（黒沢ともよ）、安部菜々（三宅麻理恵）
作詞・作曲：俊龍、編曲：Sizuk
2. GOIN’!!!
歌：川島瑞樹（東山奈央）、小早川紗枝（立花理香）、高垣楓（早見沙織）、高森藍子（金子有希）、十時愛梨（原田ひとみ）
作詞：森由里子、作曲：宮崎まゆ、編曲：宮崎誠
3. アタシポンコツアンドロイド
歌：小日向美穂（津田美波）、双葉杏（五十嵐裕美）、前川みく（高森奈津美）
作詞・作曲・編曲：ササキトモコ
4. Yes! Party Time!!（M@STER VERSION) オリジナル・カラオケ
5. Yes! Party Time!!（VR VERSION) ※ボーナストラック
歌：島村卯月（大橋彩香）、渋谷凛（福原綾香）、本田未央（原紗友里）、赤城みりあ（黒沢ともよ）、安部菜々（三宅麻理恵）